# Élection présidentielle tchadienne de 2011
L'élection présidentielle s'est tenue le lundi 25 avril 2011. Le président Idriss Déby a été réélu avec 88,26 % des voix selon les résultats annoncés le 9 mai par la Commission électorale indépendante. Ses trois principaux adversaires ont appelés au boycott de ce scrutin.
- Le taux de participation à ce scrutin a atteint 63,77 %
- Idriss Déby, président sortant : 88,26 %
- Albert Pahimi Padacké, (ministre de l’Agriculture, Rassemblement national des démocrates tchadiens) : 6,23 %
- Madou Nadji, (Président de l'ASRI, Alliance Socialiste pour un Renouveau Intégral) : 5,50 %